# Serhat Akın
Niyazi Serhat Akın (* 5. Juni 1981 in Bretten) ist ein ehemaliger türkisch-deutscher Fußballspieler. Serhat Akın war ein schneller Angreifer, der entweder als Rechtsaußen oder als Mittelstürmer eingesetzt werden konnte.

## Geburt
Serhat Akın wurde 1981 als Sohn türkischer Einwanderer in der deutschen Kleinstadt Bretten (Baden-Württemberg) geboren.

## Privates
Serhat Akın heiratete im Sommer 2010 Eileen Ogunmakin, die Schwester der Soul- und Reggae-Sängerin Ayọ. Mit Eileen hat er zwei Kinder. Momentan lebt er in Izmir.
Akıns Bruder Serkan ist ebenfalls Fußballprofi. 
Serhat Akın wurde nach einer Live-Sendung als Experte auf offener Straße mit drei Schüssen getroffen.

## Karriere

### Vereine
Mit dem Fußballspielen begann er beim SV Oberderdingen, dem FC Viktoria Jöhlingen und VfB Eppingen. In der E-Jugend wechselte er zum Karlsruher SC. Der türkische Fußballverband entdeckte bald sein Talent und empfahl ihn Vereinstrainern in der Türkei. Obwohl Trabzonspor und Beşiktaş Istanbul Interesse an ihm bekundeten, unterschrieb er 2000 einen Zweijahresvertrag bei Fenerbahçe Istanbul. In seiner Debütsaison 2000/01 kam er in 25 Ligaspielen zum Einsatz, erzielte neun Tore und gewann mit dem Team den Meistertitel. Die nächsten beiden Spielzeiten erzielte Akın weitere 22 Treffer, konnte mit der Mannschaft aber keine weiteren Trophäen gewinnen. Im Dezember 2003 erlitt er eine Leistenverletzung und wurde in der Rückrunde selten eingesetzt. Dennoch konnte sich Fenerbahçe mit vier Punkten Vorsprung vor Trabzonspor die Meisterschaft sichern. Akın, der von seinen Mitspielern Kadiköyün boğasi (dt. ‚der Bulle von Kadiköy‘) genannt wurde, erzielte dabei acht Tore in 21 Spielen.
Zur Saison 2005/06 wechselte Akın von Fenerbahçe Istanbul zum RSC Anderlecht und konnte 2006 mit der belgischen Meisterschaft einen weiteren nationalen Titel feiern. Im Januar 2007 wechselte Akın auf Leihbasis zurück in sein Geburtsland Deutschland und heuerte beim damaligen Zweitligisten 1. FC Köln an. Jedoch kam er für die Kölner nur auf sieben Einsätze und ein Tor. Akın verließ den Verein zum Ende der Spielzeit 2006/07 wieder und kehrte zu Anderlecht zurück. Sein zum Saisonende 2008 auslaufender Vertrag wurde nicht weiter verlängert.
Im August 2008 kehrte Akın zurück in die Türkei und unterzeichnete einen Einjahresvertrag bei dem Aufsteiger Kocaelispor, der vom erfahrenen Trainer Engin İpekoğlu trainiert wurde. In der Winterpause der Saison 2008/09 wechselte Akın zu Konyaspor, nach Saisonende verließ er den Verein wieder. Mitte September 2009 begann Akın, sich bei seinem Jugendverein, dem Karlsruher SC, in dessen U23-Mannschaft fit zu halten und erhielt im November 2009 einen Vertrag bei den Badenern. Bis Ende 2009 erzielte er in fünf Spielen vier Tore für die zweite Mannschaft in der Regionalliga, bei den Profis kam er erstmals zum Rückrundenauftakt am 15. Januar 2010 zum Einsatz. Bis Sommer 2011 kam er auf insgesamt 16 Zweitligaspiele und erzielte drei Tore. Am Saisonende erhielt Serhat Akın beim KSC keinen neuen Vertrag und wollte aufgrund des anhaltenden Verletzungspechs seine Karriere beenden. Im August wechselte er überraschend zum türkischen Drittligisten Turgutluspor. Dort knüpfte er wieder an seine ehemaligen guten Leistungen an.
Zur Saison 2012/13 wechselte er zum Zweitligaaufsteiger Şanlıurfaspor. Hier bat Akın wenige Tage nach dem Ende des Saisonvorbereitungscamps um seine Freistellung und trennte sich von dem Verein.
Einige Wochen nach der Trennung von Şanlıurfaspor wechselte er zusammen mit seinem Bruder Serkan Akın zum türkischen Drittligisten Altay İzmir. Ende Januar 2013 löste er seinen Vertrag mit Altay İzmir auf und wechselte zum deutschen Oberligisten TSV Grunbach. Zur neuen Spielzeit 2013/14 schloss er sich dem Berliner Regionalligisten BAK 07 an. Dort beendete er seine Karriere nach einer Saison.

### Nationalmannschaft
Im August 2002 feierte Serhat beim 3:0-Sieg über Georgien sein Debüt in der türkischen A-Nationalmannschaft. Bei seinem nächsten Einsatz bei der UEFA EURO 2004-Qualifikation gegen die Slowakei gelang ihm sein erstes Länderspieltor, es folgten zwei weitere Tore gegen Liechtenstein, sein Land konnte sich dennoch nicht für die EM 2004 in Portugal qualifizieren.

## Erfolge
Fenerbahçe Istanbul (2000–2005)
- 3 × Türkischer Meister: 2001, 2004, 2005

RSC Anderlecht (2005–2008)
- 2 × Belgischer Meister: 2006, 20071
- 2 × Belgischer Supercup-Sieger: 2006, 2007(bei beiden ohne Einsatz)
- 1 × Belgischer Pokalsieger: 2008

1Serhat Akın bestritt nur die erste Saisonhälfte für RSC Anderlecht